# برهان‌الدین میمونی
ابراهیم مَی۫مونی با کُنیهٔ ابواسحاق و لقبِ برهان‌الدین، شهرت‌یافته به برهان‌الدین مَی۫مونی (۱۵۸۳–۱۶۶۹ م) (نسب: ابراهیم بن محمد بن عیسی) مفسر، محدث مصری بود. از اهالی المیمون در منطقهٔ صعید مصر (استان جیزه کنونی) است و خیرالدین زرکلی ذکر کرده که در دست‌نوشته‌ها، نام خود را «ابراهیم مـامونی» می‌نوشته است. آثاری نگاشت که بیشتر آن‌ها حاشیه‌نویسی‌ها و شرح‌نوشته‌هاست؛ حاشیه بر تفسیر بیضاوی، العطایا الرحمانیة بحل رموز المواهب اللدنیة (ناتمام)، تهنئة الإسلام بتجدید بیت الله الحرام در خزانه حسن حسنی عبدالوهاب نگهداری می‌شد که آن را دربارهٔ فروریزی بخشی از کعبه در سال ۱۰۳۹ق و بازسازی آن نگاشت.